# Эрстфельд
Эрстфельд (нем. Erstfeld) — коммуна в Швейцарии, в кантоне Ури. Официальный код — 1206.
В 2013 году население коммуны составляло 3879 человека.